# Рыскулов, Муздыбай
Муздыбай Рыскулов (каз. Мұздыбай Рысқұлов; 1912 год, Каркаралинский уезд, Семипалатинская область, Российская империя — 1953 год) — председатель колхоза «Томар» Каркаралинского района Карагандинской области Казахской ССР. В 1948 году получил звание Героя Социалистического Труда

## Биография
Родился в 1912 году в крестьянской семье в одном из кишлаков Каркалинского уезда. С раннего детства занимался батрачеством. В 1930 году вступил в местный колхоз. С 1942 года — секретарь Темиргинского аульного Совета. В 1945 году назначен председателем колхоза «Томар» (позднее — колхоз «Прогресс») Каркалинского района с центром в селе Томар.
Вывел колхоз в число передовых сельскохозяйственных предприятий Каркалинского района. В 1947 году колхоз при табунном содержании вырастил 59 жеребят от 59 кобыл. Указом Президиума Верховного Совета СССР от 23 июля 1948 года «за получение высокой продуктивности животноводства в 1947 году» удостоен звания Героя Социалистического Труда с вручением ордена Ленина и золотой медали Серп и Молот.
Этим же Указом за выдающиеся трудовые достижения были награждены званием Героя Социалистического Труда труженики колхоза «Томар» Жаксылык Басимбеков и Жайсанбай Кулькин. В 1949 году званием Героя Социалистического Труда был удостоен чабан колхоза Байбосын Бекбаев.
Однако вскоре в вышестоящие партийные органы поступили жалобы о злоупотреблении председателем колхоза М. Рыскуловым служебным положением и нарушении демократических основ управления делами сельхозартели. Проведённой проверкой факты грубого им нарушения устава колхоза подтвердились. Было установлено, что председатель лично без решения колхозного собрания назначал в члены правления колхоза людей по своему усмотрению, продавал коллективный скот в обход колхозной кассы, скрывал недостачи. В 1950 году ему было вынесено строгое предупреждение, решением общего собрания членов колхоза «Томар» он был освобождён от должности председателя правления.
В 1951 году М. Рыскулов был взят под стражу и приговором Судебной коллегии по уголовным делам Карагандинского областного суда от 10 мая 1952 года осуждён по Указу Президиума Верховного Совета СССР от 4 июня 1947 года (хищение государственного и общественного имущества в крупных размерах) к 15 годам исправительно-трудовых лагерей.
По ходатайству Министерства сельского хозяйства Казахской ССР Президиум Верховного Совета СССР Указом от 3 сентября 1952 года лишил М. Рыскулова звания Героя Социалистического Труда и всех наград.
Скончался в 1953 году в местах заключения.
Был награждён орденом Ленина (23.07.1948), медалями, в том числе «За трудовую доблесть».